# 3610 Decampos
3610 Decampos eller 1981 EA1 är en asteroid i huvudbältet som upptäcktes den 5 mars 1981 av den belgiske astronomen Henri Debehogne och den italienska astronomen Giovanni de Sanctis vid La Silla-observatoriet. Den är uppkallad efter den brasilianske astronomen Jose Adolfo Snajdauf de Campos.